# Darja Alexandrowna Kosyrewa
Darja Alexandrowna Kosyrewa (russisch Дарья Александровна Козырева; * 7. Oktober 2005, Daria Kozyreva im englischsprachigen Raum) ist eine russische politische Aktivistin.

## Leben
Darja Kosyrewa studierte Medizin an der Universität Sankt Petersburg, aufgrund ihrer politischen Aktivitäten wurde sie von der Universität verwiesen. Sie veröffentlichte mehrmals künstlerische und philosophische Proteste gegen den russisch-ukrainischen Krieg und wurde aus diesem Grund im Februar 2024 verhaftet. Sie hatte einen Auszug aus dem Gedicht „Vermächtnis“ des Dichters Taras Schewtschenko an dessen Denkmal befestigt.
Das zuständige Bezirksgericht in Sankt Petersburg interpretierte dies als „wiederholte Diskreditierung des Einsatzes der Streitkräfte der Russischen Föderation“. Kosyrewa kam in Sankt Petersburg in Untersuchungshaft, ein Gerichtsverfahren ist anhängig. Zuvor war sie bereits im Dezember 2022 verhaftet worden, nachdem sie an einer künstlerischen Installation, die unter dem Titel „Doppelte Herzen“ die Freundschaft von Sankt Petersburg und Mariupol demonstrieren sollte, die Worte „Mörder, ihr habt es bombardiert. Judas.“ angebracht hatte. Das Bezirksgericht in Sankt Petersburg hatte sie schließlich zu einer Geldstrafe verurteilt.
Manuela Conrad vom Fernsehsender ZDF bezeichnete Kosyrewa im Zusammenhang mit den politischen Verfolgungen in Russland im September 2024 als „wohl bekannteste junge Kriegsgegnerin hinter Gittern“, zu diesem Zeitpunkt waren nach Schätzungen 130 Kinder und Jugendliche als politische Häftlinge in russischen Gefängnissen inhaftiert. Auch andere internationale Medien berichteten über das Vorgehen der russischen Behörden gegen Kosyrewa. Im Februar 2025 wurde Kosyrewa mit einer „einstweiligen Verfügung“ und Auflagen, die einem Hausarrest ähneln, aus der Haft entlassen. Kosyrewa darf ihre Wohnung abends und nachts nicht verlassen, auch die Internetnutzung ist ihr untersagt. Die Staatsanwaltschaft wurde vom Gericht mit einer neuerlichen Bearbeitung ihrer Strafsache beauftragt.